# Radio Quartz
 (octobre 2009).
Si vous disposez d'ouvrages ou d'articles de référence ou si vous connaissez des sites web de qualité traitant du thème abordé ici, merci de compléter l'article en donnant les références utiles à sa vérifiabilité et en les liant à la section « Notes et références ».
Radio Quartz est une station de radio indépendante Belge émettant depuis Sombreffe.

## Historique
D'abord installée à Brye, elle est née en 1981 et constituait alors un simple passe-temps pour son fondateur, Roland Berghmans. Avec l'aide de quelques volontaires (principalement Michel Labarre, Jacques Theys, Serge Haussort et Marc), la radio a rapidement séduit les auditeurs de la région et s'est développée pour devenir l'un des acteurs de la diffusion de la culture et des informations régionales des environs de Sombreffe, Fleurus, Gembloux, Charleroi, Jemeppe-sur-Sambre, Fosses-la-Ville, Floreffe, Sambreville et des abords de Namur.
Gérée exclusivement par des bénévoles, Radio Quartz occupe une place importante dans la vie associative et culturelle des régions qu'elle couvre.[réf. nécessaire]
Radio Quartz a émis durant plus de 25 ans en FM sur la fréquence 105.0 MHz et sur Internet. Depuis juin 2010, l'émission a lieu sur la fréquence 93.9 MHz.
En 2015 encore, la radio continue à se développer. Elle est par exemple l'une des rares à proposer un service RDS[réf. nécessaire] qui permet aux auditeurs de connaitre en temps réel le titre et l'interprètes du morceau diffusé. Ces informations se trouvent également sur son site internet et pour une plus grande diffusion de son programme, une application Android est également disponible gratuitement. 
Les studios deviennent également de plus en plus un lieu de passage pour les nouveaux artistes[réf. nécessaire]. 
Soucieuse de satisfaire ses auditeurs, elle adopte une programmation musicale adaptée selon les moments de la journée. D'hier à aujourd'hui, ils sont sur Radio Quartz. 
Isabelle Guillaume et Nicolas Gigliotti, ex candidats de Secret Story ont été animateurs à Radio Quartz.

## Fréquence
- 93.9 MHz